# Ньюджент, Фредерик, 7-й граф Уэстмит
Джордж Фредерик Наджент, 7-й граф Уэстмит (англ. George Frederick Nugent, 7th Earl of Westmeath; 18 ноября 1760 — 30 декабря 1814) — ирландский пэр. Он носил титул учтивости — лорд Делвин до 1792 года.

## Происхождение и карьера
Родился 18 ноября 1760 года. Единственный выживший сын Томаса Ньюджента, 6-го графа Уэстмит (1714—1792), от его второй жены Кэтрин Уайт (? — 1772), дочери Генри Уайта из Питчфордстауна, графство Килдэр.
Лорд Делвин заседал в Палате общин Ирландии от Фора с 1780 по 1792 год.
7 сентября 1792 года после смерти своего отца Джордж Ньюджент унаследовал титулы 7-го графа Уэстмита (Пэрство Ирландии) и 12-го барона Делвина (Пэрство Ирландии), став членом Ирландской палаты лордов.
В 1793 году лорд Уэстмит стал членом Тайного совета Ирландии. Он также занимал посты хранителя рукописей (Custos Rotulorum) графства Уэстмит (1788—1814) и аудитора иностранных счетов (1784—1798). Фредерик Ньюджент был полковником милиции графства Уэстмит. В 1796 году он участвовал в подавлении бунта, ставшего прелюдией к Ирландскому восстанию 1798 года.

## Первый брак
27 апреля 1784 года 27-летний лорд Делвин женился на Мэриэнн Джеффриес (или Джеффрис) (1761 — 14 февраля 1849). Она была дочерью майора Джеймса Сент-Джона Джеффриса из замка Бларни и Арабеллы Фицгиббон, дочери Джона Фицгиббона и сестры Джона Фицгиббона, 1-го графа Клэр. Примерно через шесть лет супруги расстались, он живет в Ирландии, она в Лондоне. В это время Мэрианна стала любовницей Огастеса Кавендиша-Брэдшоу (1768—1832), младшего сына сэра Генри Кавендиша, 2-го баронета, и Сары Кавендиш, 1-й баронессы Уотерпарк, и брата Ричарда Кавендиша, 2-го барона Уотерпарка.

## Гражданский иск
Судебный процесс был открыт 20 февраля 1796 года под руководством Барри Йелвертона, главного барона ирландского казначейства. У каждой стороны была впечатляющая команда юристов: Джон Тоулер, генеральный солиситор Ирландии, и Уильям Саурин, будущий генеральный прокурор Ирландии, действующий от имени истца, столкнулся с Джоном Филпотом Карреном, выступающим от имени ответчика. Суд вызвал огромный общественный интерес, зал суда был переполнен, а также получил широкую огласку в прессе.
Пять свидетелей, слуги Уэстмитсов, дали показания о действиях, которые представляли собой веские, хотя и косвенные доказательства супружеской измены (в то время в иске о разводе не было практики, когда муж, жена или предполагаемый любовник давали показания). Утверждается, что перекрестный допрос Каррена доставил большое удовольствие публике, но не нанес серьезного ущерба репутации свидетелей. Его речь перед присяжными получила высокую оценку за красноречие, хотя он был близок к тому, чтобы признать, что супружеская измена доказана. На этом основании он подверг критике характеры мужа и жены, описывая леди Уэстмит как опытную светскую женщину, соблазнившую гораздо более молодого мужчину. Лорда Уэстмита он описал как любящего удовольствия и небрежного мужа. Как он совершенно справедливо отметил, картина счастливого брака, разрушенного интригами Брэдшоу, не объясняет того неловкого факта, что пара в течение многих лет жила раздельно, прежде чем Брэдшоу появился на сцене.
Красноречие Каррена не имело большого эффекта: Барри Йелвертон в своем заключении назвал доказательства неопровержимыми и предположил, что ущерб должен быть очень большим. Присяжные вынесли решение в пользу истца и присудили ему 10 000 фунтов стерлингов. Неясно, возместил ли он на самом деле ущерб, поскольку Огастес Брэдшоу всю свою жизнь был бедным человеком, который годами лоббировал по очереди в каждом правительстве любую прибыльную должность, которая могла быть вакантной, и ему неизменно отказывали.

## Последствия
Позже в том же году Уэстмиты развелись по частному парламентскому акту, а в ноябре Мэриэнн и Брэдшоу поженились . Она надолго пережила обоих своих мужей и умерла в 1849 году в возрасте около 90 лет. Огастес Брэдшоу умер в 1832 году в бедности.
2 февраля 1797 года лорд Уэстмит вторым браком женился на леди Элизабет Мур (14 марта 1771 — 18 марта 1841), дочери Чарльза Мура, 1-го маркиза Дрохеды, и леди Энн Сеймур-Конвей . Он поддержал Акт об Унии 1800 года и стал одним из ирландских пэров-представителей в Палате лордов Великобритании.
Лорд Уэстмит скончался 30 декабря 1814 года.

## Дети
От первого брака с Мэриэнн Джеффрис у лорда Уэстмита был один сын:
- Джордж Ньюджент, 1-й маркиз Уэстмит (17 июля 1785 — 5 мая 1871)[1], старший сын и преемник отца.

От второго брака с Элизабет Мур у лорда Уэстмита было пятеро детей:
- Леди Элизабет Эмили Ньюджент (? — 6 сентября 1863)[1], в 1820 году она вышла замуж за достопочтенного Лайонела Чарльза Доусона, сына Джона Доусона, 1-го графа Портарлингтона, от брака с которым у неё было четверо детей.
- Леди Кэтрин Энн Ньюджент (10 мая 1801 — 12 октября 1864)[1], в 1823 году она вышла замуж за Фрэнсиса Брюэна, сына полковника Генри Брюэна.
- Достопочтенный Роберт Сеймур Ньюджент (род. 2 июня 1805)[1], не женат.
- Достопочтенный Томас Хью Ньюджент (3 сентября 1807 — 3 февраля 1849)[1], с 1843 года он был женат на Мэри Энн Буш, но не имел детей.
- Леди Мэри Фрэнсис Ньюджент (ок. 1811 — 23 мая 1904)[1], в 1837 году она вышла замуж за достопочтенного Джеймса Хоупа-Уоллеса, сына генерала Джона Хоупа, 4-го графа Хоуптоуна, от брака с которым у неё было трое сыновей.